# Рихтер Гедеон
„Рихтер Гедеон“ (на унгарски: Richter Gedeon Nyrt.) е фармацевтична компания с централно управление в Унгария.

С основаването на компанията през 1901 г. фармацевтът Гедеон Рихтер поставя началото и на фармацевтичната индустрия в Унгария.
Дейността на компанията обхваща производството, маркетинга и проучванията и разработките на фармацевтични продукти. Изследванията се извършват в намиращия се в централата „Отдел за проучвания и разработки“ в Будапеща, основан през 2007 г. В центъра работят 900 изследователи, които със съдействието на университети и международни компании разработват нови методи за лечението на болести, свързани с централната нервна система – особено за лечението на хронични болки, шизофрения и безпокойство.
Компанията разработва генерични препарати и химични технологии. Планира да открие първия си биотехнологичен завод в Дебрецен, Унгария през 2012 г., който да работи в областта на онкологията и имунологията.
Разполага с дъщерни производствени предприятия в 5 държави и произвежда над 100 продукта, които се доставят в близо 100 страни на петте континента. Тя е регионална международна компания в Централна и Източна Европа с нарастващо присъствие в ЕС, САЩ и страните от ОНД.
Приходи за 2011: 1104,8 M€.
Служители през 2011: 10 773 души.